# Attu
Attu je nejzápadnější ostrov, který je součástí Aleutských ostrovů. Po zrušení základny americké pobřežní stráže na ostrově je od roku 2011 ostrov neobydlen. Je to největší neobydlený ostrov v USA.
Attu se stal jediným bojištěm druhé světové války, které leželo přímo na americkém území. Během bitvy o Midway bylo obsazení ostrovů Adak, Attu a Kiska součástí Operace AL. Později americké a kanadské jednotky dobyly ostrovy zpět.